# Sigyel Phub
Sigyel Phub (ur. 1 stycznia 1984) − bhutański bokser kategorii koguciej.

## Kariera amatorska
W lutym 2010 został wicemistrzem igrzysk Azji Południowej w kategorii koguciej. W półfinale igrzysk pokonał reprezentanta Sri Lanki Kamala Sameerę, a finałową walkę przegrał na punkty (8:14). W listopadzie tego samego roku był uczestnikiem igrzysk azjatyckich. Rywalizację rozpoczął od 1/16 finału, pokonując reprezentanta Kirgistanu Syimyka Uulu. W 1/8 finału pokonał na punkty (6:3) reprezentanta Kazachstanu Daniyara Tulegenova, wygrywając na punkty (6:3). W ćwierćfinałowej walce przegrał z reprezentantem Syrii Wessamem Salamaną, ulegając mu na punkty (1:6). Był to pierwszy bokser z Bhutanu, który doszedł do ćwierćfinału igrzysk azjatyckich. W 2011 był półfinalistą turnieju President's Cup w Dżakarcie. W półfinale przegrał z reprezentantem Wietnamu Nguyễn Văn Hảiem.
W 2013 był pierwszym w historii bhutańskim uczestnikiem bokserskich mistrzostw świata. Na mistrzostwach świata w kazachskim mieście Ałmaty stoczył dwa pojedynki. W 1/32 finału pokonał Białorusina Dmitrija Sapona, wygrywając na punkty (3:0). W 1/16 finału zmierzył się z mistrzem Europy (2011), brązowym medalistą olimpijskim (2008) Veaceslavem Gojanem, przegrywając z nim na punkty (0:3). W 2014 był uczestnikiem igrzysk azjatyckich. Phub odpadł już w swojej pierwszej walce, w której przegrał z Nadirem Balochem.